# Jean-Jacques Missé-Missé
Jean-Jacques Missé-Missé (ur. 7 sierpnia 1968 w Jaunde) – kameruński piłkarz występujący na pozycji napastnika. Mierzy 180 cm wzrostu. Karierę zakończył w 2004 roku.